# Герб Рібейри-Гранде
Ге́рб Рібе́йри-Гра́нде — офіційний символ міста Рібейра-Гранде, Португалія. Використовується як територіальний герб. У червоному щиті золота п'ятипроменева зірка. У главі щита яструб натурального кольору, що летить і тримає в лапах португальський щиток. Внизу щита срібний триарковий міст, промальований синім, який стоїть у воді з трьох хвилястих смуг —  срібної, синьої, срібної. Щит увінчує срібна мурована міська корона з п'ятьма вежами.  Під щитом біла стрічка, на якій великими літерами напис португальською: «Ribeira Grande» (Рібейра-Гранде).  Офіційно затверджений 16 червня 1986 року. Створений на основі попереднього містечкового герба, ухваленого 31 березня 1952 року. 

## Галерея

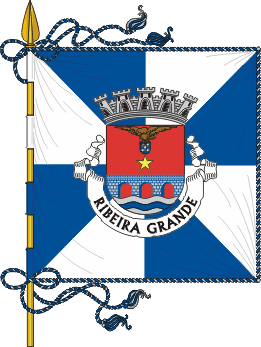
Прапор